# ماگدالنا مازور
ماگدالنا مازور (انگلیسی: Magdalena Mazur؛ زادهٔ ۲۶ مهٔ ۱۹۷۶) بازیگر و مدل اهل لهستان است.
از فیلم‌ها یا مجموعه‌های تلویزیونی که وی در آن‌ها نقش داشته‌است، می‌توان به شال‌گردن زرد، پسرها گریه نمی‌کنند، ورای تخت جراحی، سال‌های شیرین، عشق اول، طایفه و جهان به روایت خانواده کیپسکی اشاره نمود.